# Joel Silver
Joel Silver, född 14 juli 1952 i South Orange, New Jersey, är en amerikansk filmproducent. Han första producerade film var The Warriors - krigarna från 1979. 
Silver är mest känd för att producerat kommersiellt framgångsrika actionfilmer som Dödligt vapen, Die Hard och Matrix.

## Filmografi (urval)
- 1979 – The Warriors - krigarna
- 1980 – Xanadu
- 1982 – 48 timmar
- 1984 – Streets of Fire (exekutiv producent)
- 1985 – Brewsters miljoner
- 1985 – Drömtjejen
- 1985 – Commando
- 1986 – Jumpin' Jack Flash
- 1987 – Dödligt vapen
- 1987 – Rovdjuret
- 1988 – Action Jackson
- 1988 – Die Hard
- 1989 – Dödligt vapen 2
- 1989 – Road House
- 1989–1996 – Röster från andra sidan graven (TV-serie) (93 avsnitt)
- 1990 – Die Hard 2
- 1990 – Rovdjuret 2
- 1991 – Höken är lös
- 1991 – Den siste scouten
- 1992 – Dödligt vapen 3
- 1992 – Dödligt möte
- 1994 – Richie Rich
- 1996 – Beslut utan återvändo
- 1997 – Sammansvärjningen
- 1998 – Dödligt vapen 4
- 1999 – Matrix
- 1999 – Ondskans hus
- 2000 – Dungeons & Dragons (exekutiv producent)
- 2001 – Swordfish
- 2001 – Exit Wounds
- 2002 – Ghost Ship
- 2003 – Cradle 2 the Grave
- 2003 – The Matrix Reloaded
- 2003 – The Matrix Revolutions
- 2003 – Gothika
- 2004–2007 – Veronica Mars (TV-serie) (64 avsnitt)
- 2005 – V för Vendetta
- 2007–2008 – Moonlight (TV-serie) (16 avsnitt)
- 2008 – Speed Racer
- 2009 – Sherlock Holmes
- 2010 – The Book of Eli
- 2011 – Unknown
- 2011 – Sherlock Holmes: A Game of Shadows
- 2012 – Project X – Hemmafesten (exekutiv producent)
- 2014 – Non-Stop
- 2014 – Veronica Mars (exekutiv producent)